# Joseph Kerr
Joseph Kerr (* 1765 in Kerrtown, Franklin County, Province of Pennsylvania; † 22. August 1837 in Lake Providence, Louisiana) war ein US-amerikanischer Politiker (Demokratisch-Republikanische Partei).
Kerr zog 1792 nach Ohio. Er diente in verschiedenen Positionen im Nordwestterritorium. Nach der Gründung des Bundesstaats Ohio wählte man ihn 1804 und 1810 in den Senat von Ohio. 1808 zog er erstmals in das Repräsentantenhaus von Ohio ein und wurde dreimal wiedergewählt. Des Weiteren diente er als Brigadegeneral im Britisch-Amerikanischen Krieg und war dafür verantwortlich, die Truppen im Nordwesten mit Proviant zu versorgen.
1814 wurde er in den US-Senat gewählt, um den frei gewordenen Sitz von Thomas Worthington zu übernehmen, der erfolgreich für das Amt des Gouverneurs von Ohio kandidiert hatte. Kerr behielt den Sitz im Senat bis 1815. Eine Wiederwahl strebte er nicht an.
1826 ging seine großflächige Farm bankrott. Daraufhin zog er nach Memphis (Tennessee) und später nach Lake Providence in Louisiana, wo er 1837 starb.